# Cryptoflata hera
Cryptoflata hera är en insektsart som beskrevs av Rauno E. Linnavuori 1973. Cryptoflata hera ingår i släktet Cryptoflata och familjen Flatidae. Inga underarter finns listade i Catalogue of Life.